# Исянгулов, Авзалитдин Гизятуллович
Авзалитдин Гизятуллович Исянгулов (14 сентября 1928 — 25 мая 2004) — почётный нефтяник СССР, Герой Социалистического Труда (1973).

## Биография
Исянгулов А. Г. родился в деревне Шипай Стерлитамакского кантона Башкирской АССР в крестьянской семье. После окончания школы в городе Ишимбае поступил в Уфимский нефтяной институт.
В 1951 году получил диплом о высшем образовании по специальности «Разработка нефтяных и газовых месторождений». Начал трудовую деятельность в марте 1951 года в должности старшего инженера нефтеразведки «Черкассы». До 1963 года работал в других нефтеразведочных экспедициях системы «Башвостокнефтеразведка» в должности старшего инженера, бурового мастера, начальника нефтеразведочного участка, главного инженера. С сентября 1963 года работал начальником производственно-технического объединения управления «Тюменнефтегаз». С апреля 1964 года был назначен первым директор Шаимской конторы эксплуатационного бурения № 3 треста «Тюменнефтегазразведка», впоследствии переименованной в Урайское управление буровых работ «Главтюменнефтегаза».
В 1965 году за изобретение буровой установки на воздушной подушке Авзалитдин Гизятуллович был награждён бронзовой медалью ВДНХ. В 1966 году ему был вручён орден Трудового Красного Знамени. В 1970 году — медаль «За доблестный труд. В ознаменование 100-летия со дня рождения Владимира Ильича Ленина», в 1971 году — орден Ленина.
В конце 1971 года управление буровых работ было переведено в город Нижневартовск на освоение Самотлорского месторождения. Много труда было вложено А.Г Исянгуловым в обеспечение оперативной перебазировки предприятия, которая была закончена за несколько месяцев. Эти работы проводились настолько чётко, что буровые бригады по окончании бурения последней скважины на Шаиме, на другой же день начали разработку новой скважины на Самотлоре. Годовой план тогда был выполнен на 117 процентов. Значительная работа проводилась по наращиванию объёмов разведочного бурения, открывались всё новые и новые месторождения нефти.
В 1972 году за разработку и внедрение мероприятий, обеспечивающих высокие скорости бурения, Авзалитдин Гизятуллович был удостоен Государственной премии СССР. Ему было присвоено звание «Почётный нефтяник». В 1973 году А. Г. Исянгулов награждён вторым орденом Ленина, ему присвоено звание Героя Социалистического Труда с вручением золотой медали «Серп и Молот».
После освоения Нижневартовского нефтяного района Авзалитдин Гизятуллович работал главным инженером в объединении «Главтюменгеология» в городе Тюмени. В марте 1978 года он вернулся в Урай, в производственное объединение «Урайнефтегаз», где был назначен заместителем генерального директора по бурению, в 1982 году — начальником управления буровых работ. А. Г. Исянгулов неоднократно награждался почетными грамотами Министерства нефтяной промышленности, Тюменского обкома, Ханты-Мансийского окружкома, Урайского горкома КПСС. За активное участие в освоении нефтяных месторождений Западной Сибири его имя занесено в Книгу почёта Министерства нефтяной промышленности, Главтюменнефтегаза, в Книгу трудовой славы Тюменского обкома КПСС и облисполкома, Ханты-Мансийского окружкома и горисполкома Урая.
Являясь коммунистом с 1958 года, Авзалитдин Гизятуллович в течение всего периода своей трудовой деятельности активно участвовал в общественно-политической жизни руководимых им коллективов в городах Урае и Нижневартовске. Избирался членом Башкирского облсовпрофа, обкома профсоюза рабочих нефтяной и газовой промышленности, был членом Кондинского районного, Урайского и Нижневартовского городских, Ханты-Мансийского окружного комитетов КПСС, членом бюро Урайского горкома КПСС, Фондообразователь архивной службы администрации города Урай.
Ушел на пенсию в 1987 году. Вскоре переехал в Тюмень. Авзалитдин Гизятуллович умер 25 мая 2004 года, похоронен в городе Тюмени.

## Награды
- Герой Социалистического Труда (1973)
- Государственная Премия СССР (1972)
- Орден Ленина (1971,1973)
- Орден Трудового Красного Знамени (1966)
- Почётный нефтяник СССР (1972)
- Лауреат премии имени академика И. М. Губкина (1983)